# Пархе
Пархе (кор. 발해, пархе; кит. 渤海, бохай; 698—926) — держава на території сучасних Маньчжурії, Зеленого клину та північній частині Корейського півострова, яка була заснована біженцями з корейської держави Когурьо. Відома також як країна Чінгук (Чін, 진국, 振國). У 926 році знищена киданями.

## Історія
Після падіння Когурьо його південні території відійшли до держави Сілла, а в північних землях лідер когурьосців Де Чо Йон заснував нову державу, оголосивши її правонаступницею Когурьо. Населенням цієї держави були переважно протоманьчжурські племена (мохе), якими керувала корейська знать. Спочатку держава мала назву Чін, у 712 році перейменоване в Пархе, що значило «держава вчених і поетів».
Розквіт Бохаю припадає на 9 століття. На цей час його володіння простягалися на всю сучасну Маньчжурію, Приморський край та північну частину Корейського півострова. Однак міжетнічний конфлікт між племенами мохе і корейцями послабив державу.
У 926 році прото-монгольське плем'я киданів захопило Пархе.

## Політичні дебати
На сьогодні між науковцями КНР, КНДР та Південної Кореї ведеться запеклий диспут на предмет культурно-етнічної приналежності держави Пархе. Китайці вважають цю країну своєю, етноси які в ній проживали, у тому числі і корейці, є частиною сучасної китайської нації. Відповідно, Пархе слід вважати одним з багатьох «китайських» політичних утворень. Такому тлумаченню опираються корейські вчені, які наполягають на тому, що Пархе була заснована етнічними корейцями-когурьосцями, оскільки офіційною мовою Пархе була корейська, а тому вона є корейською державою.
У 2005—2006 році ці дебати розвинулися до питання, чи можна вважати державу Когурьо корейською. Аргументи китайців такі ж як і у випадку з Пархе.

## ВаниПархе
|    | Посмертні імена       | Прижиттєві імена              | Роки правління | Девізи правління      |
| 1  | Ко-ван (고왕, 高王)   | Де Чо Йон (대조영, 大祚栄)    | 698—719        | —                     |
| 2  | Му-ван (무왕, 武王)   | Де Му Є (대무예, 大武芸)      | 719—737        | Ін Ан (인안, 仁安)    |
| 3  | Мун-ван (문왕, 文王)  | Де Хум Му (대흠무, 大欽茂)    | 737—794        | Де Хин (대흥, 大興)   |
| 4  | Фє-ван (폐왕, 廢王)   | Де Вон Уі (대원의, 大元義)    | 794            | —                     |
| 5  | Сьон-ван (성왕, 成王) | Де Хуа Йьо (대화여, 大華璵)   | 794—795        | Чжун Хин (중흥, 中興) |
| 6  | Кан-ван (강왕, 康王)  | Де Сун Лінь (대숭린, 大嵩璘)  | 795—809        | Чон Лок (정력, 正歷)  |
| 7  | Дін-ван (정왕, 定王)  | Де Вон Йю (대원유, 大元瑜)    | 809—813        | Йон Док (영덕, 永德)  |
| 8  | Хі-ван (희왕, 僖王)   | Де Он Уі (대언의, 大言義)     | 813—817        | Чу Чак (주작, 朱雀)   |
| 9  | Кан-ван (간왕, 簡王)  | Де Мьон Чжун (대명충, 大明忠) | 817—818        | Те Сі (태시, 太始)    |
| 10 | Сон-ван (선왕, 宣王)  | Де Ін Су (대인수, 大仁秀)     | 818—830        | Кон Хун (건흥, 建興)  |
| 11 | —                     | Де І Чін (대이진, 大彝震)     | 830—858        | Хам Хуа (함화, 咸和)  |
| 12 | —                     | Де Кон Хуан (대건황, 大虔晃)  | 858—870        | —                     |
| 13 | —                     | Де Хьон Сок (대현석, 大玄錫)  | 870—892        | —                     |
| 14 | —                     | Де Уі Хе (대위해, 大瑋瑎)     | 892—905        | —                     |
| 15 | —                     | Де Ін Сон (대인선, 大諲譔)    | 905—926        | —                     |